# STAR BOX EXTRA BARBEE BOYS
『STAR BOX EXTRA BARBEE BOYS』（スター・ボックス・エクストラ・バービーボーイズ）は、日本のロックバンドであるBARBEE BOYSのベスト・アルバム。2001年12月5日にSony Music Houseから発売された。

## 構成
1999年に発表されたベスト・アルバムシリーズ『STAR BOX』シリーズの第2弾である『STAR BOX EXTRA』シリーズのひとつとして、限定でリリースされた。ライナーノーツには、音楽評論家の平山ビーバー雄一による寄稿が掲載されている。

## 収録曲
| 全作詞・作曲: いまみちともたか（#8のみ作詞: いまみちともたか・杏子）、全編曲: BARBEE BOYS。 |                              |                                                           |                                                           |      |
| #                                                                                           | タイトル                     | 作詞                                                      | 作曲・編曲                                                | 時間 |
| 1.                                                                                          | 「暗闇でDANCE」              | いまみちともたか （#8のみ作詞: いまみちともたか・ 杏子 ） | いまみちともたか （#8のみ作詞: いまみちともたか・ 杏子 ） | 3:06 |
| 2.                                                                                          | 「もォ やだ!」               | いまみちともたか （#8のみ作詞: いまみちともたか・ 杏子 ） | いまみちともたか （#8のみ作詞: いまみちともたか・ 杏子 ） | 3:53 |
| 3.                                                                                          | 「でも!?しょうがない」       | いまみちともたか （#8のみ作詞: いまみちともたか・ 杏子 ） | いまみちともたか （#8のみ作詞: いまみちともたか・ 杏子 ） | 4:20 |
| 4.                                                                                          | 「チャンス到来」             | いまみちともたか （#8のみ作詞: いまみちともたか・ 杏子 ） | いまみちともたか （#8のみ作詞: いまみちともたか・ 杏子 ） | 4:40 |
| 5.                                                                                          | 「C'm'on Let's Go!」         | いまみちともたか （#8のみ作詞: いまみちともたか・ 杏子 ） | いまみちともたか （#8のみ作詞: いまみちともたか・ 杏子 ） | 2:50 |
| 6.                                                                                          | 「負けるもんか」             | いまみちともたか （#8のみ作詞: いまみちともたか・ 杏子 ） | いまみちともたか （#8のみ作詞: いまみちともたか・ 杏子 ） | 3:08 |
| 7.                                                                                          | 「なんだったんだ?7DAYS」     | いまみちともたか （#8のみ作詞: いまみちともたか・ 杏子 ） | いまみちともたか （#8のみ作詞: いまみちともたか・ 杏子 ） | 3:46 |
| 8.                                                                                          | 「ショート寸前」             | いまみちともたか （#8のみ作詞: いまみちともたか・ 杏子 ） | いまみちともたか （#8のみ作詞: いまみちともたか・ 杏子 ） | 4:04 |
| 9.                                                                                          | 「離れろよ」                 | いまみちともたか （#8のみ作詞: いまみちともたか・ 杏子 ） | いまみちともたか （#8のみ作詞: いまみちともたか・ 杏子 ） | 3:39 |
| 10.                                                                                         | 「女ぎつねon the Run」       | いまみちともたか （#8のみ作詞: いまみちともたか・ 杏子 ） | いまみちともたか （#8のみ作詞: いまみちともたか・ 杏子 ） | 5:03 |
| 11.                                                                                         | 「泣いたままでlisten to me」 | いまみちともたか （#8のみ作詞: いまみちともたか・ 杏子 ） | いまみちともたか （#8のみ作詞: いまみちともたか・ 杏子 ） | 4:09 |
| 12.                                                                                         | 「ごめんなさい」             | いまみちともたか （#8のみ作詞: いまみちともたか・ 杏子 ） | いまみちともたか （#8のみ作詞: いまみちともたか・ 杏子 ） | 4:14 |
| 13.                                                                                         | 「目を閉じておいでよ」       | いまみちともたか （#8のみ作詞: いまみちともたか・ 杏子 ） | いまみちともたか （#8のみ作詞: いまみちともたか・ 杏子 ） | 4:44 |
| 14.                                                                                         | 「chibi」                    | いまみちともたか （#8のみ作詞: いまみちともたか・ 杏子 ） | いまみちともたか （#8のみ作詞: いまみちともたか・ 杏子 ） | 4:00 |
| 15.                                                                                         | 「ノーマジーン」             | いまみちともたか （#8のみ作詞: いまみちともたか・ 杏子 ） | いまみちともたか （#8のみ作詞: いまみちともたか・ 杏子 ） | 5:00 |
| 合計時間:                                                                                   | 合計時間:                    | 60:36                                                     |                                                           |      |